# Charles B. McVay III
Charles Butler McVay III (ur. 30 lipca 1898, zm. 6 listopada 1968) – kontradmirał United States Navy; w roku 1945 dowódca okrętu USS „Indianapolis” (CA-35), który został zatopiony w trakcie działań wojennych, co pociągnęło za sobą wiele ofiar. Wskutek tego McVay – jako jedyny w historii dowódca amerykańskiego okrętu – został postawiony przed sądem za niedopełnienie obowiązków. Wiele lat później, na skutek załamania psychicznego, popełnił samobójstwo. Na skutek wysiłków niektórych uratowanych marynarzy, McVay został pośmiertnie, w roku 2001, oczyszczony z zarzutów przez Kongres Stanów Zjednoczonych.

## Początki kariery
Charles McVay urodził się w miejscowości Ephrata w stanie Pensylwania 30 lipca 1898 roku w rodzinie o tradycjach morskich. Jego ojciec, również Charles Butler McVay, dowodził jednym z okrętów Wielkiej Białej Floty (1907–1909), a w czasie I wojny światowej był admirałem US Navy, a w latach trzydziestych XX wieku dowodził Flotą Azjatycką. Charles III ukończył w roku 1920 studia w Akademii Marynarki w Annapolis w stanie Maryland. Przed objęciem dowództwa „Indianapolis” w listopadzie 1944 roku, komandor McVay był przewodniczącym Wspólnego Komitetu Wywiadu (ang. Joint Intelligence Committee) Kombinowanego Szefostwa Sztabów w Waszyngtonie. Wcześniej, w czasie II wojny światowej, został − za odwagę na polu walki − udekorowany Srebrną Gwiazdą.
Komandor McVay dowodził okrętem podczas inwazji wyspy Iwo Jima, a następnie podczas bombardowania Okinawy wiosną 1945 roku, kiedy to działa przeciwlotnicze „Indianapolis” zestrzeliły siedem nieprzyjacielskich samolotów, by wreszcie − 31 marca − ulec atakowi kamikaze, który spowodował znaczne straty w ludziach (w tym 13 zabitych) oraz uszkodzenie kadłuba. McVay doprowadził okręt bezpiecznie do Kalifornii na remont w stoczni Mare Island Naval Shipyard.

## Zatonięcie Indianapolis
Latem 1945 roku „Indianapolis” otrzymał ściśle tajne zadanie przewiezienia na wyspę Tinian komponentów nuklearnych do użycia w bombach atomowych, które miały zostać zrzucone na japońskie miasta Hiroszimę i Nagasaki. Po dostarczeniu sekretnego ładunku okręt skierował się ku wybrzeżom Filipin, gdzie miał kontynuować operacje bojowe.
Tuż po północy 30 lipca 1945 roku krążownik został zaatakowany przez japoński okręt podwodny I-58. Dowódca, komandor Mochitsura Hashimoto, kazał wystrzelić sześć torped, z których dwie trafiły „Indianapolis”: pierwsza urwała około 12 m dziobu okrętu, druga trafiła w śródokręcie na wysokości pomostu. „Indianapolis” natychmiast położył się na burcie, a po dwunastu minutach przewrócił do góry dnem i zatonął.

## Spóźniony ratunek

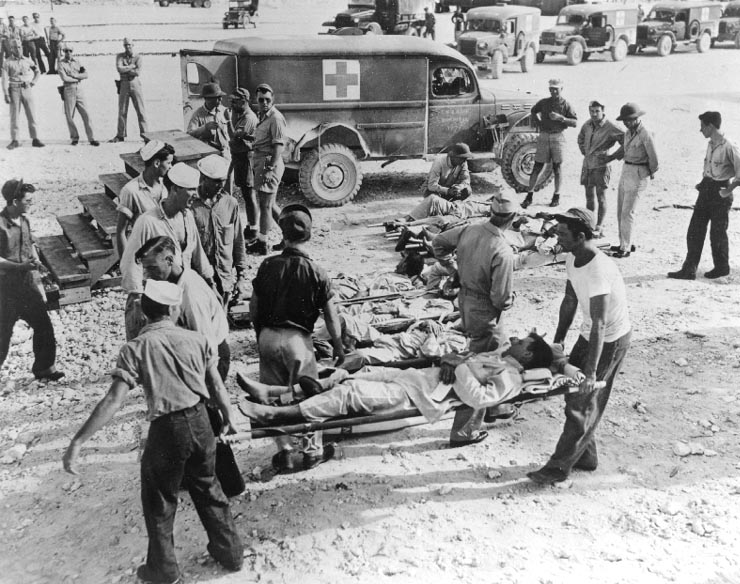
Uratowani marynarze „Indianapolis” na Guam

Około 300 marynarzy poszło na dno razem z okrętem. Reszta załogi, ponad 880 ludzi, znalazła się w wodzie − bez łodzi ratunkowych, jedynie w nadmuchiwanych kamizelkach − oczekując na ratunek, który miał przyjść cztery dni (100 godzin) później. Ze względu na przepisy odnośnie do misji specjalnych, nie odnotowano opóźnienia powrotu okrętu, a rozbitkowie musieli czekać do chwili, aż zostali dostrzeżeni przez załogę samolotu Lockheed Ventura podczas rutynowego lotu patrolowego. Większość rozbitków padła ofiarą żerujących w tym rejonie rekinów, pozostali ponieśli śmierć w wyniku ran odniesionych na pokładzie krążownika, odwodnienia, wyczerpania bądź z powodu picia wody morskiej. W rezultacie przeżyło jedynie 316 członków załogi „Indianapolis”.
Ocean był raczej spokojny, ale widoczność niezbyt dobra. „Indianapolis” płynął z prędkością 15,7 węzłów (29 km/godz.). Mimo że okręt nie dotarł w zapowiadanym czasie do Leyte, nikt nie zgłosił opóźnienia. To przeoczenie odnotowano później w oficjalnym raporcie jako „związane z niezrozumieniem systemu informowania o ruchu statków i okrętów”. Dopiero o godz. 10.25 dnia 2 sierpnia dostrzeżono rozbitków z pokładu samolotu, który zrzucił tratwę ratunkową z nadajnikiem radiowym i wezwał na ratunek wszystkie jednostki znajdujące się w pobliżu.
Przyszły Sekretarz Marynarki William G. Claytor był w 1945 roku dowódcą niszczyciela „Cecil J. Doyle”. Odebrawszy komunikat z samolotu, nie czekając na rozkazy, ruszył pełną parą na miejsce katastrofy, gdzie dotarł w nocy i − nie zważając na niebezpieczeństwo ataku ze strony japońskiego okrętu podwodnego − zapalił reflektory kierując jedne na powierzchnię morza, a drugie pionowo w górę, by wykorzystać światło odbite od chmur na niskim pułapie, dzięki czemu ocalił prawie stu rozbitków. Na poszukiwania wysłano też niszczyciele „Madison” i „Ralph Talbot” z atolu Ulithi, a z Filipin niszczyciel „Dufilho” oraz transportowce floty „Bassett” i „Ringness”. Do zakończenia operacji ratunkowej w dniu 8 sierpnia przeczesano wody w promieniu 160 km, ale bez rezultatu.
Ostatecznie zginęło 879 ludzi z liczącej 1195 załogi krążownika.

## Kontrowersje
McVay został ranny, ale się uratował. Wielokrotnie pytał dowództwo US Navy dlaczego jego ludzie musieli czekać na ratunek aż pięć dni, ale nigdy nie otrzymał odpowiedzi. Marynarka przez długi czas utrzymywała, że nie odebrała sygnału SOS, bowiem okręt miał zachowywać ciszę radiową; odtajnione dokumenty wykazały jednak, że odebrano trzykrotne wezwanie pomocy, ale wzięto je za japoński podstęp.
W listopadzie 1945 roku McVay został postawiony przed sądem wojskowym i oskarżony o „narażenie okrętu poprzez zaniedbanie zygzakowania” oraz o „zaniedbania przy akcji opuszczania okrętu”.
W przypadku drugiego z zarzutów McVay został uniewinniony na podstawie zeznań członków załogi, że okręt odniósł takie uszkodzenia przy storpedowaniu, że zatonął w ciągu 12 minut, a kapitan McVay nie mógł w tym czasie nadzorować akcji opuszczania okrętu, ponieważ system łączności wewnętrznej został zniszczony, przez co nie mógł rozkazywać.
Mochitsura Hashimoto, japoński dowódca okrętu podwodnego, który zatopił „Indianapolis”, zeznał, że widoczność w tym czasie była dobra (co potwierdza fakt, że był w stanie namierzyć i zatopić amerykański krążownik). Eksperci od broni podwodnej zeznali z kolei, że zygzakowanie miało niewielkie znaczenie dla uniknięcia ataku torpedowego – główną rolę odegrały tutaj zeznania komandora Glynna R. Donaho (należącego do grona najlepszych amerykańskich podwodniaków), który stwierdził, że zygzakowanie nawet by mu ułatwiło atak i podtrzymał swoje zeznania pomimo silnych nacisków oskarżyciela. Hashimoto był tego samego zdania. Mimo tego sąd uznał McVaya za odpowiedzialnego za katastrofę z uwagi na odstąpienie od zygzakowania (wymagane przez obowiązujące regulaminy), skazując go jednak na bardzo niską karę (utratę 100 punktów promocyjnych z opinii służbowych) oraz zalecając władzom zwierzchnim ułaskawienie skazanego. Komandor McVay następnie został ułaskawiony ze względu na nienaganną wcześniejszą służbę (przywrócono mu też punkty promocyjne).
Dokumenty dowodzą, że odpowiedzialność za narażenie okrętu na niebezpieczeństwo ponoszą w pierwszej mierze admirałowie US Navy. Komandor McVay zażądał dla „Indianapolis” eskorty niszczycieli, ale odmówiono mu, bowiem niszczyciele miały eskortować transportowce zmierzające ku Okinawie i podejmować z morza załogi zestrzelonych samolotów B-29. Co więcej dowództwo uznało, że na tym etapie wojny okręt McVaya będzie bezpieczny. Wiele okrętów, przede wszystkim niszczycieli, wyposażonych było w urządzenia do wykrywania okrętów podwodnych, ale „Indianapolis” takiego sprzętu nie miał, co czyni decyzję o odrzuceniu prośby McVaya o eskortę tragicznym w skutkach błędem.
24 lipca 1945 roku, zaledwie sześć dni przed katastrofą „Indianapolis”, został zaatakowany przez japoński okręt podwodny i zatopiony w tej samej okolicy niszczyciel „Underhill”. Jednak ani McVay, ani inni dowódcy okrętów operujących na tych wodach, nie zostali o tym powiadomieni, jako że były to informacje tajne. McVay został wprawdzie ostrzeżony o możliwej obecności japońskich okrętów podwodnych, ale nie o ich rzeczywistej działalności.
Choć US Navy straciła w czasie wojny około 700 statków i okrętów, McVay był jedynym dowódcą, którego sądzono za stratę jednostki. W ogólnym odczuciu stał się kozłem ofiarnym i chociaż w roku 1949, po przejściu na emeryturę, otrzymał awans na kontradmirała, oskarżenie było równoznaczne z końcem jego kariery.
Do procesu doszło wskutek silnych nacisków ze strony ówczesnego Szefa Operacji Morskich admirała floty Ernesta Kinga, którego kadencja zakończyła się w grudniu 1945 r., a ułaskawienie nastąpiło, gdy na to stanowisko został powołany admirał floty Chester Nimitz. Ojciec komandora McVaya emerytowany admirał Charles B. McVay Jr. do końca życia twierdził, że podstawowym motywem działania Kinga tutaj była chęć zemsty na nim za pośrednictwem jego syna. W początkach swej kariery morskiej Ernest King służył na okręcie, na którym Charles B. McVay Jr. był zastępcą dowódcy odpowiedzialnym także za nakładanie kar dyscyplinarnych na członków załogi. Podczas postoju w porcie McVay senior przyłapał Kinga na próbie przemycenia na okręt prostytutki i ukarał go naganą.
6 listopada 1968 roku McVay popełnił samobójstwo strzelając do siebie ze służbowego pistoletu. Został znaleziony w ogrodzie własnego domu w Litchfield. Nie zostawił wprawdzie żadnego listu, ale sąsiedzi twierdzili, że od śmierci żony (zmarła na raka) bardzo doskwierała mu samotność. Ponadto latami musiał odbierać pełne nienawiści listy i telefony od krewnych nieżyjących członków załogi „Indianapolis”.

## Oczyszczenie z zarzutów
Żyjący marynarze z „Indianapolis” przez wiele lat walczyli o przywrócenie dobrego imienia swemu dowódcy. Wielu ludzi, od synów Charlesa Butlera "Quatro" McVaya IV (1925–2012) i Jamesa “Kimo” Wildera McVaya (1927-2001), po dziennikarza i historyka wojskowości Dana Kurzmana, który opisał katastrofę „Indianapolis” w książce Fatal Voyage, a nawet członków Kongresu, wierzyło w niewinność komandora McVaya. Paul Murphy, prezes USS Indianapolis Survivors Organization, powiedział: „Proces kmdra McVaya był wyłącznie po to, by odwrócić uwagę od tragicznej śmierci wielu ludzi spowodowanej przez proceduralne błędy, skutkiem których nikogo nie obeszło, że nas nie ma”.
Ponad pięćdziesiąt lat po katastrofie Hunter Scott, 12-letni uczeń z miejscowości Pensacola na Florydzie, wydobył na światło dzienne sprawę pomyłki sądowej popełnionej podczas procesu. Biorąc udział w szkolnym programie historycznym przeprowadził wywiady z ponad 150 ocalałymi marynarzami „Indianapolis” i przejrzał około 800 dokumentów. Jego zeznania na forum Kongresu zwróciły na sprawę uwagę opinii publicznej.
W październiku 2000 roku Kongres Stanów Zjednoczonych ogłosił rezolucję stwierdzającą, że komandor McVay „został oczyszczony z zarzutu utraty USS „Indianapolis”. Rezolucję podpisał także prezydent Bill Clinton.
W lipcu 2001 roku Sekretarz Marynarki Gordon England kazał wymazać z zapisu przebiegu służby McVaya wszystkie zarzuty.